# Michael Neumayer
Michael Neumayer (n. 15 ianuarie 1979, Bad Reichenhall, Bavaria, Germania) este un sportiv ce a reprezentat Germania, medaliat olimpic. A participat la 2 ediții ale Jocurilor Olimpice (2006, 2010) în care a câștigat o medalie de argint.